# Lioptilodes arequipa
Lioptilodes arequipa là một loài bướm đêm thuộc chi Lioptilodes, có ở Peru và Chile. Loài bướm này bay vào tháng 1 và tháng 4, và có sải cánh khoảng 21 milimét. The specific name "arequipa" refers tới vùng Arequipa, where the Peruvian specimen was collected.